# Élocution

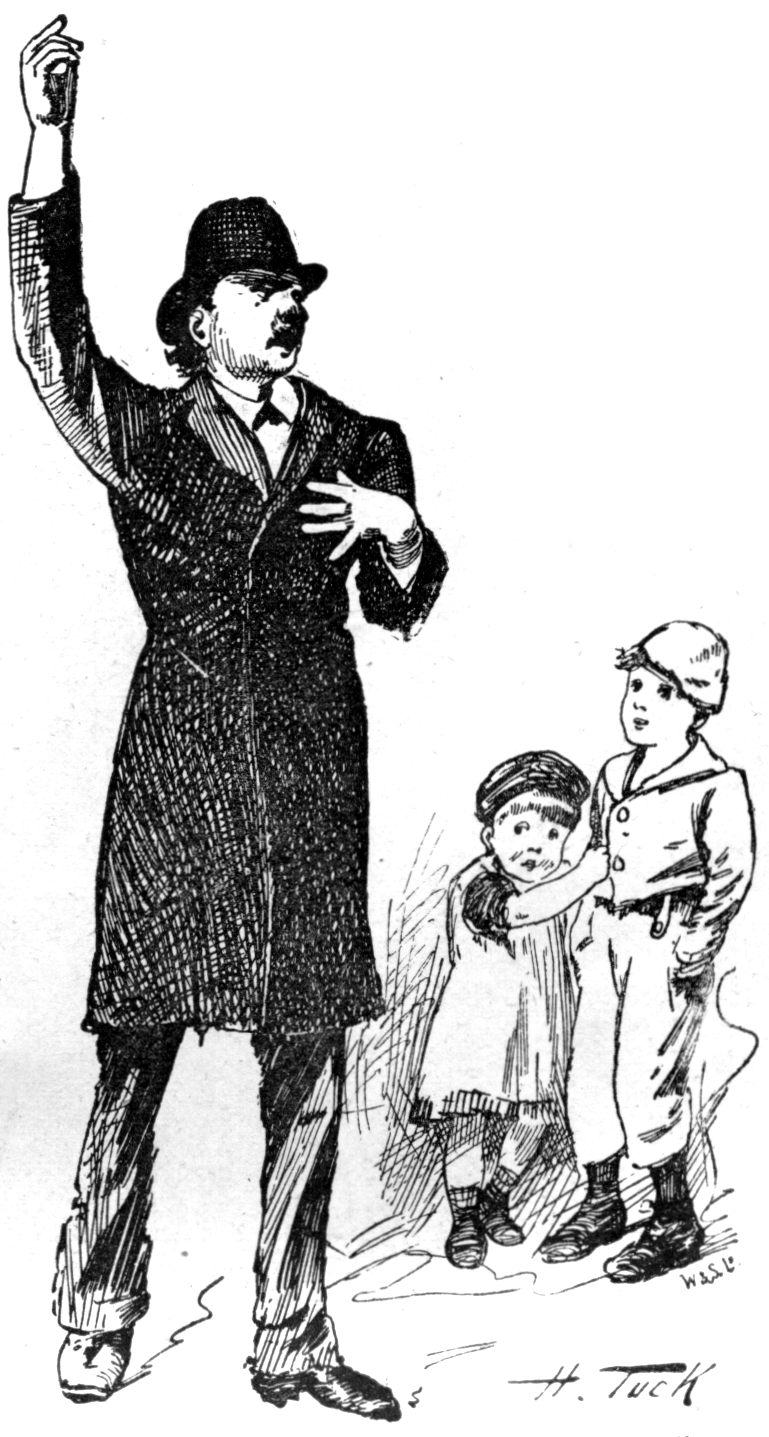
"An accomplished elocutionist", illustration d'un élocutionniste effectuant une récitation en plein air, publiée dans The Strand Magazine en 1891.

L'élocution, qui traduit le grec phrasis, désigne l'action d'exprimer par la parole, ou la manière de s'exprimer.
En français, son champ sémantique s'étend dans trois directions :
- une direction fonctionnelle : articulation, débit, diction ;
- une direction stylistique : manière de choisir et d'arranger les mots, les phrases par lesquels on exprime sa pensée — dans ce cas on emploiera plutôt le mot élocution dans le langage parlé, et diction dans le langage écrit — ;
- une direction rhétorique : partie de la rhétorique qui traite du style, de l'emploi des figures et des genres élevé, bas ou sublime.

Enfin, en linguistique, certaines figures, dites microstructurales car on peut les identifier avec certitude, sont appelées figures d'élocution ou de diction : c'est le cas de la répétition et de la paronomase.
- Elle peut être claire, facile ou rapide, laborieuse, hésitante ou saccadée.
- On peut travailler son élocution.
- C'est l'objet d'un art : l'éloquence.
- Il s'agit aussi d'un belgicisme signifiant « exposé scolaire d'exercice d'élocution » (par exemple : « Il a une élocution sur les abeilles à présenter en classe demain »).